# Walter Gentz
Walter Gentz (* 29. September 1907 in Düsseldorf; † 26. Januar 1967 ebenda) war ein deutscher Jurist und Verwaltungsbeamter, der sich im Zweiten Weltkrieg an Kriegsverbrechen beteiligte.

## Leben
Als Sohn eines Fabrikanten geboren, studierte Gentz nach dem Besuch des Düsseldorfer Gymnasiums Rechtswissenschaften in Bonn. Während seines Studiums wurde er 1926 Mitglied der Bonner Burschenschaft Frankonia. 1930 legte er sein Referendarexamen ab. Zum 1. Mai 1933 trat er der NSDAP bei (Mitgliedsnummer 1.951.290). 1934 wurde er Gerichtsassessor und 1935 Regierungsassessor. 1936 wurde er in Erlangen zum Dr. iur. promoviert. Er wurde SA-Obertruppführer und war in Bruchsal als Rechtsberater der Standarte 250 tätig. 1938 wurde er zum Regierungsrat befördert, 1944 zum Oberregierungsrat. Während des Zweiten Weltkriegs war er Finanzinspektor und Kreishauptmann in Jaslo, wo er unter anderem an der Zwangsrekrutierung von Juden zum Einsatz in der deutschen Industrie beteiligt war. Er war auch selbst an Morden und Massenerschießungen beteiligt. Auf seinen Befehl hin wurden am Ende des Krieges 97 % der Stadt Jasło zerstört. 1945 wurde er Ministerialrat im nordrhein-westfälischen Finanzministerium.

## Veröffentlichungen
- Der Rechtsschutz des Schriftleiterberufes und des einzelnen Schriftleiters unter besonderer Berücksichtigung des strafrechtlichen Schutzes des Schriftleiterberufes. Borna, Leipzig 1936, Dissertation Universität Erlangen 1936.